# 戴朝用
戴朝用（1557年—1595年），字孝升，號念劬，江西撫州府金谿縣人，民籍，明朝政治人物，官至湖州府知府。

## 生平
萬曆七年（1579年）己卯科江西鄉試第四十一名。萬曆十一年（1583年）癸未科三甲168名進士。工部觀政，本年授四川萬縣知縣，十七年行取，授刑部主事，二十年差关内决囚，二十一年升员外郎，升郎中，萬曆二十二年（1594年）任浙江湖州府知府。次年卒于任内。

## 家族
曾祖戴幼；祖父戴景；父戴天瑞。母胡氏。永感下。兄朝卿、朝綱。弟朝命。